# Pyrithyldion

Pyrithyldion ist ein Arzneistoff, der beruhigend und schlaffördend wirkt. Pyrithyldionhaltige Arzneimittel sind weltweit nicht mehr im Handel. Der Wirkstoff war unter dem Präparatnamen Persedon von Roche im Handel, verursachte aber häufiger Agranulocytose.

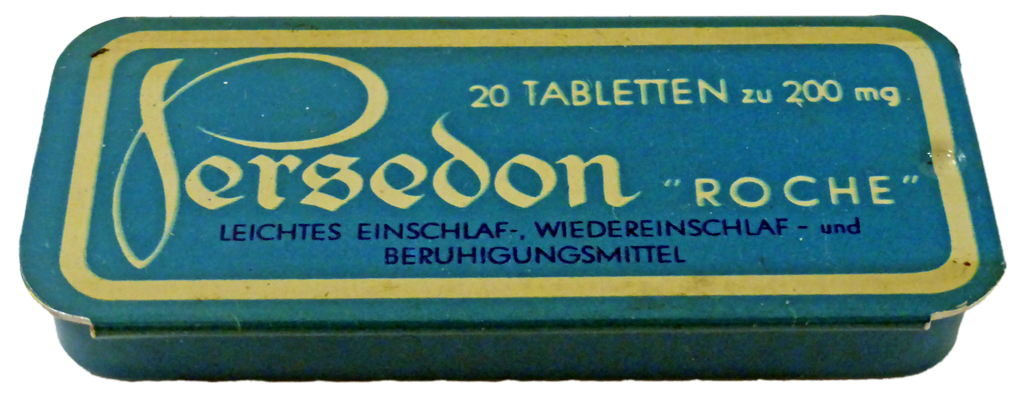
Historische Persedon-Verpackung

Pyrithyldion gehört wie Glutethimid, Methyprylon und Thalidomid (Handelsname Contergan®) zu den Piperidindionen, welche sich von den Barbituraten durch Ersatz einer Lactam-Gruppe (–CO–NH–) durch –CH2–CH2– bzw. –CH=CH– unterscheiden.
In die Schlagzeilen geriet Pyrithyldion 1987 im Zusammenhang mit dem Tod von Uwe Barschel, als es neben anderen Substanzen in seiner Leiche nachgewiesen wurde.